# Trentepohlia (Mongoma) latatra
Trentepohlia (Mongoma) latatra is een tweevleugelige uit de familie steltmuggen (Limoniidae). De soort komt voor in het Afrotropisch gebied.